# Kombinacja norweska na Mistrzostwach Świata w Narciarstwie Klasycznym 1930
Kombinacja norweska na Mistrzostwach Świata w Narciarstwie Klasycznym 1930 – zawody w kombinacji norweskiej rozegrane w ramach mistrzostw świata w narciarstwie klasycznym, przeprowadzone 1 i 2 marca 1930 roku w Oslo, w celu wyłonienia piątego mistrza świata w kombinacji norweskiej.
Konkurs zdominowali zawodnicy gospodarzy – Norwedzy zajęli czołowe 14 miejsc w klasyfikacji końcowej. W sumie w zawodach wystartowało 130 zawodników, z których sklasyfikowano 31 (z czego 24 reprezentowało Norwegię).
Złoty medal zdobył Hans Vinjarengen, srebrny Leif Skagnæs, a brązowy Knut Lunde.
Konkurs skoków narciarskich do kombinacji norweskiej na Holmenkollbakken oglądało około 65 tysięcy widzów.

## Wyniki konkursu
| Miejsce | Zawodnik          | Państwo          | Nota łączna |
| ------- | ----------------- | ---------------- | ----------- |
| 1.      | Hans Vinjarengen  | Norwegia         | 448         |
| 2.      | Leif Skagnæs      | Norwegia         | 432,61      |
| 3.      | Knut Lunde        | Norwegia         | 428,08      |
| 4.      | Peder Belgum      | Norwegia         | 428         |
| 5.      | Christian Holmen  | Norwegia         | 424,20      |
| 6.      | Gjermund Muruåsen | Norwegia         | 422,60      |
| 7.      | John Snersrud     | Norwegia         | 418,76      |
| 8.      | Axel Skarpjordet  | Norwegia         | 417,60      |
| 9.      | Thoralf Strømstad | Norwegia         | 415,20      |
| 10.     | Lorang Andersen   | Norwegia         | 412,01      |
| 11.     | ?                 | Norwegia         | ?           |
| 12.     | ?                 | Norwegia         | ?           |
| 13.     | ?                 | Norwegia         | ?           |
| 14.     | ?                 | Norwegia         | ?           |
| 15.     | Sven Eriksson     | Szwecja          | 406,66      |
| 16.     | ?                 | Norwegia         | ?           |
| 17.     | ?                 | Norwegia         | ?           |
| 18.     | ?                 | Norwegia         | ?           |
| 19.     | Toivo Nykänen     | Finlandia        | 404,90      |
| 20.     | ?                 | Norwegia         | ?           |
| 21.     | ?                 | Norwegia         | ?           |
| 22.     | ?                 | Norwegia         | ?           |
| 23.     | Ernst Feuz        | Szwajcaria       | 402,73      |
| 24.     | Ivar Brustad      | Norwegia         | 402,50      |
| 25.     | Otakar Německý    | Czechosłowacja   | 401,10      |
| 26.     | Adolf Rubi        | Szwajcaria       | 400,23      |
| 27.     | Helge Torvø       | Norwegia         | 400,21      |
| 28.     | Bronisław Czech   | Polska           | 398,69      |
| 29.     | Axel Östrand      | Szwecja          | 397,97      |
| 30.     | Willy Möhwald     | Czechosłowacja   | 396,60      |
| 31.     | Harald Kværndal   | Norwegia         | 396,50      |
| –       | Antonín Bartoň    | Czechosłowacja   | NK          |
| –       | Willy Bogner      | Rzesza Niemiecka | NK          |
| –       | Walter Bussmann   | Szwajcaria       | NK          |
| –       | Walter Glaß       | Rzesza Niemiecka | NK          |
| –       | Gustav Müller     | Rzesza Niemiecka | NK          |
| –       | Erich Recknagel   | Rzesza Niemiecka | NK          |
| –       | Karol Szostak     | Polska           | NK          |
| –       | Antoni Szostak    | Polska           | NK          |
| –       | Otto Hultberg     | Szwecja          | DNF         |